# Вітторія
Вітторія (італ. Vittoria, сиц. Vittoria) — місто та муніципалітет в Італії, у регіоні Сицилія, провінція Рагуза.
Вітторія розташована на відстані близько 580 км на південь від Рима, 170 км на південний схід від Палермо, 18 км на захід від Рагузи.
Населення — 63 092 особи (2014).
Щорічний фестиваль відбувається першої неділі липня. Покровитель — святий Іван Хреститель.

## Демографія
Населення за роками:

Станом на 1 січня 2023 року в муніципалітеті офіційно проживало 7980 іноземців з 71 країни, серед них 2544 громадяни країн Євросоюзу та 37 громадян України.

## Сусідні муніципалітети
- Акате
- К'ярамонте-Гульфі
- Комізо
- Рагуза

## Міста-побратими
- Матесалька, Угорщина (1997)
- Siġġiewi[en], Мальта (2003)

## Галерея зображень

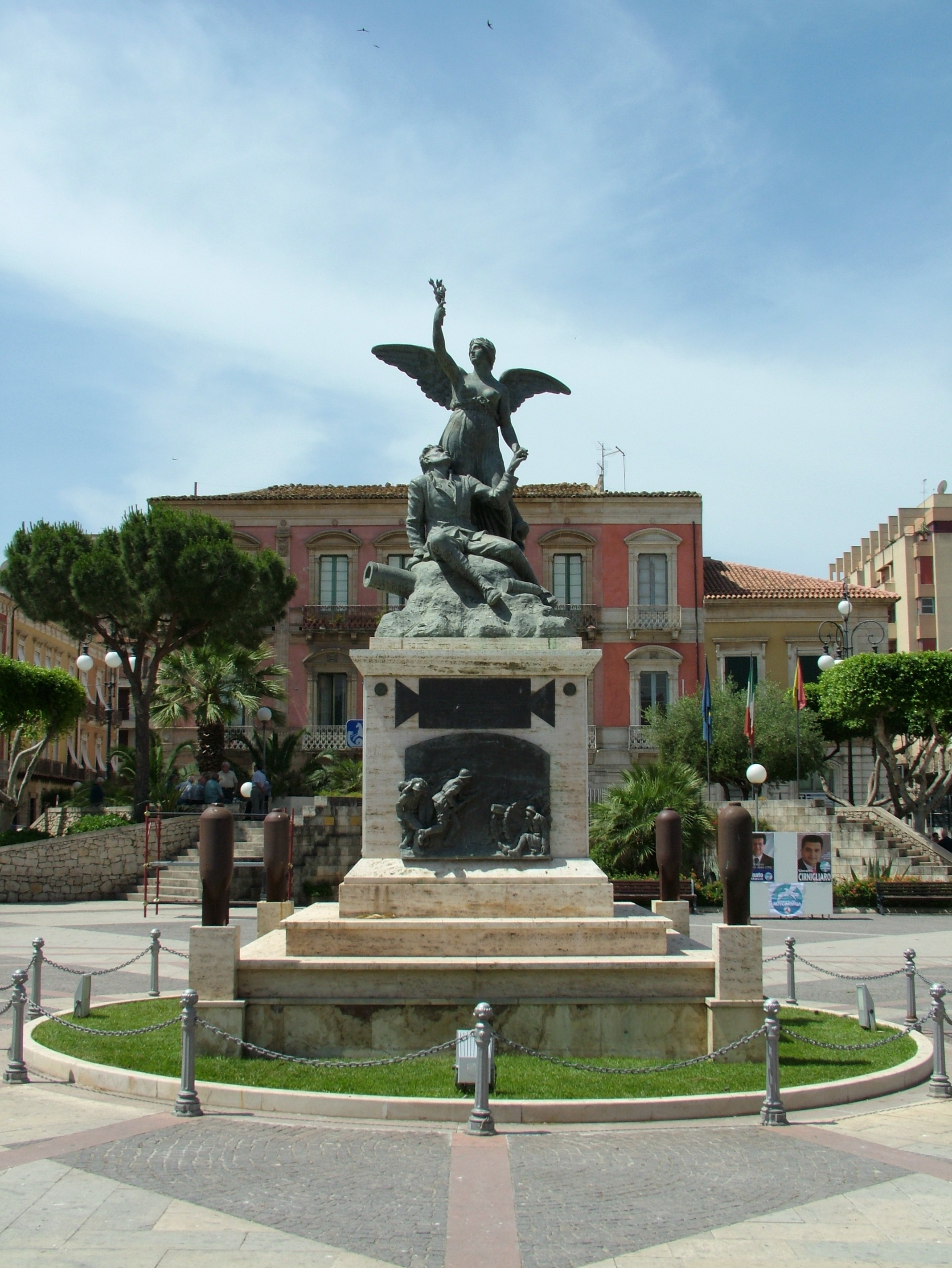
Piazza del Popolo
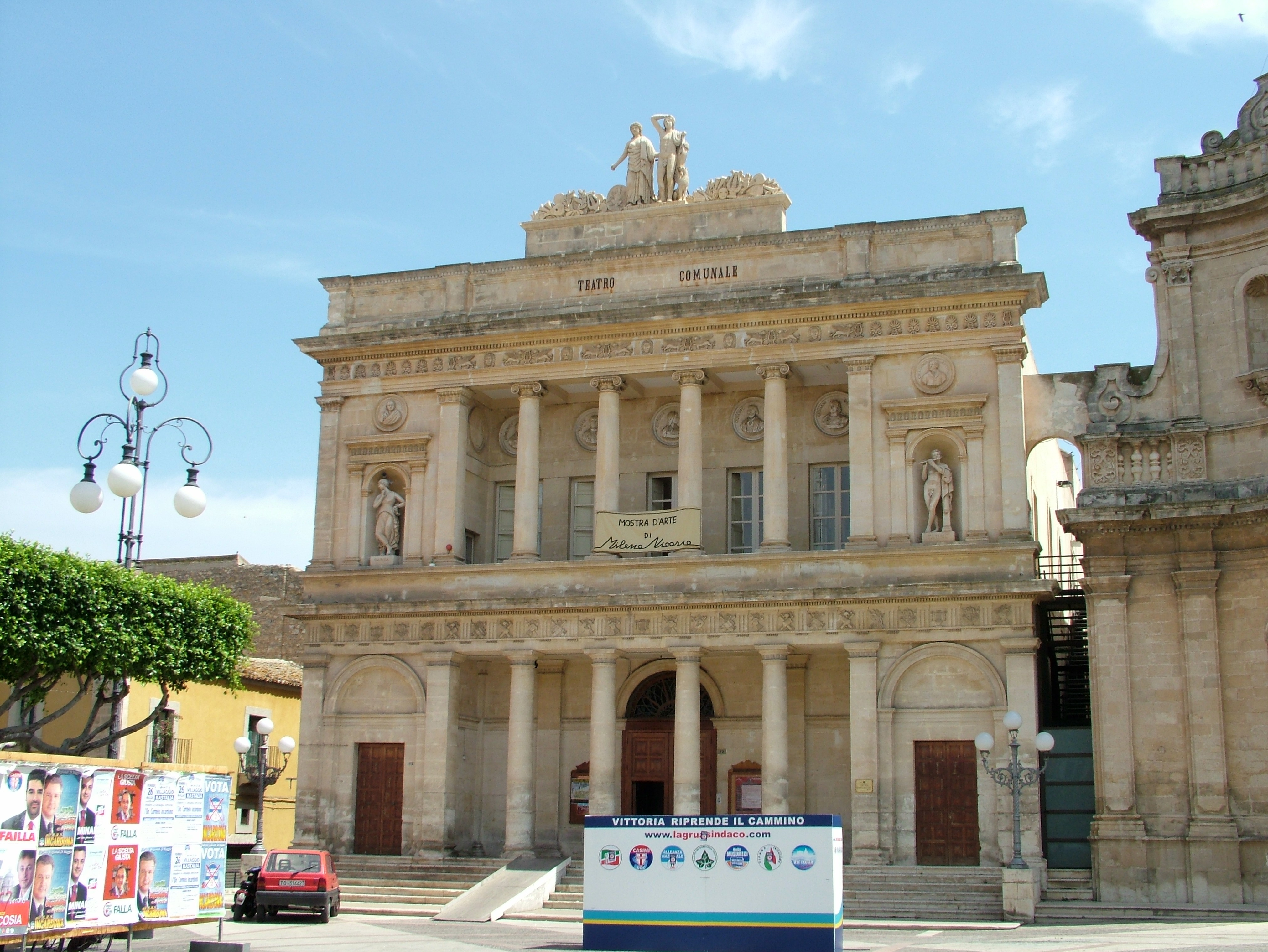
Teatro Comunale
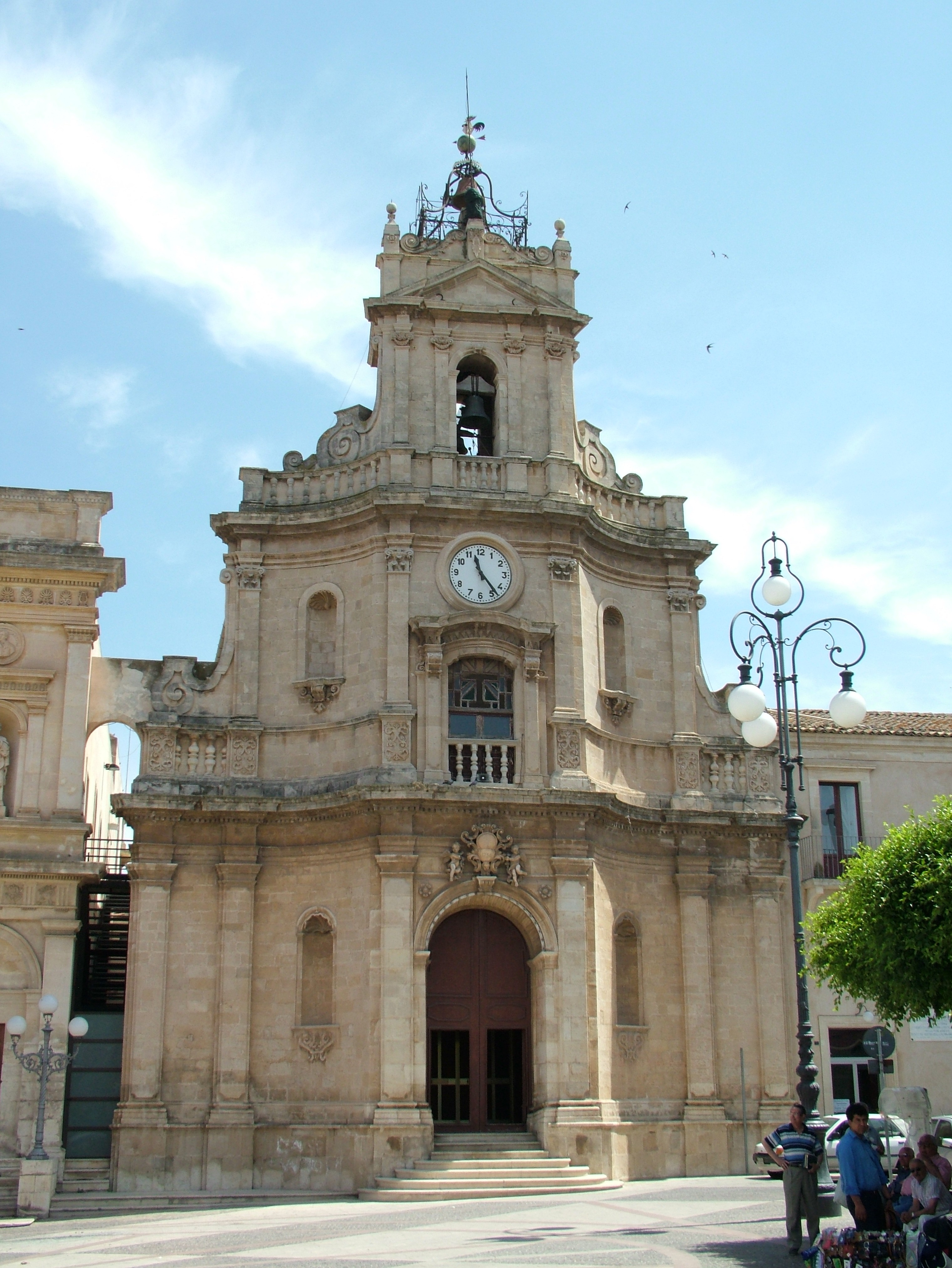
Chiesa e il Convento delle Grazie